# Pierre-Marie Gerlier
Pierre-Marie Gerlier (Versailles, 14 gennaio 1880 – Lione, 17 gennaio 1965) è stato un cardinale e arcivescovo cattolico francese.

## Biografia
Nacque a Versailles il 14 gennaio 1880.
Il 29 luglio 1921 fu ordinato sacerdote.
Il 14 maggio 1929 fu eletto vescovo di Tarbes e Lourdes. Ricevette la consacrazione episcopale il 2 luglio successivo.
Il 30 luglio 1937 fu nominato arcivescovo di Lione.
Papa Pio XI lo elevò al rango di cardinale nel concistoro del 13 dicembre 1937.
Morì il 17 gennaio 1965 all'età di 85 anni.

## Genealogia episcopale e successione apostolica
La genealogia episcopale è:
- Cardinale Scipione Rebiba
- Cardinale Giulio Antonio Santori
- Cardinale Girolamo Bernerio, O.P.
- Arcivescovo Galeazzo Sanvitale
- Cardinale Ludovico Ludovisi
- Cardinale Luigi Caetani
- Cardinale Ulderico Carpegna
- Cardinale Paluzzo Paluzzi Altieri degli Albertoni
- Papa Benedetto XIII
- Papa Benedetto XIV
- Papa Clemente XIII
- Cardinale Marcantonio Colonna
- Cardinale Giacinto Sigismondo Gerdil, B.
- Cardinale Giulio Maria della Somaglia
- Cardinale Carlo Odescalchi, S.I.
- Vescovo Eugène de Mazenod, O.M.I.
- Cardinale Joseph Hippolyte Guibert, O.M.I.
- Cardinale François-Marie-Benjamin Richard de la Vergne
- Vescovo Marie-Prosper-Adolphe de Bonfils
- Cardinale Louis-Ernest Dubois
- Cardinale Pierre-Marie Gerlier

La successione apostolica è:
- Vescovo Jean-Joseph Pays (1932)
- Vescovo Etienne Bornet (1938)
- Vescovo Alfred-Jean-Félix Ancel, Ist. del Prado (1947)
- Vescovo Jean Duperray (1948)
- Vescovo René-Fernand-Bernardin Collin, O.F.M. (1949)
- Vescovo Noël Laurent Boucheix, S.M.A. (1953)
- Arcivescovo Claude Marie Joseph Dupuy (1955)
- Vescovo Dieudonné Yougbaré (1956)
- Arcivescovo Émile André Jean-Marie Maury (1958)
- Vescovo Michel-Louis Vial (1961)
- Vescovo André-Jean-Marie Charles de la Brousse (1962)
- Vescovo Jean-Paul-Marie Vincent (1964)